# جزر كامبل
جزر كامبل (أو مجموعة جزيرة كامبل) هي مجموعة من الجزر الواقعة تحت القطب الجنوبي، والتي تنتمي إلى نيوزيلندا. تقع على بعد حوالي 600 كم جنوب جزيرة ستيوارت. تبلغ مساحة الجزر 113.31 كم² (43.75 ميل مربع)، تتكون من جزيرة كبيرة واحدة، وهي جزيرة كامبل (112.68 كم² أو 43.51 ميل مربع)، وعدة جزر صغيرة، لا سيما جزيرة دنت (0.23 كم² أو 0.089 ميل مربع)، وجزيرة دي جانيت ماري (0.11 كم² أو 0.042 ميل مربع)، وجزيرة فولي (أو جزر فولي)، وجزيرة جاكيمارت (0.19 كم² أو 0.073 ميل مربع)، وجزيرة مونواي (المعروفة أيضًا باسم صخرة الأسد، 0.08 كم² أو 0.031 ميل مربع).